# Hof zu St. Peter
Der Hof zu St. Peter ist ein ehemaliger Grazer Edelhof. Seine Geschichte geht bis auf die Mitte des 16. Jahrhunderts zurück. Bereits gegen Ende des 17. Jahrhunderts existierte der ursprüngliche Edelhof nicht mehr.

## Geschichte
Der Hof zu St. Peter wurde in der Mitte des 16. Jahrhunderts von Maruch Niesenberger erbaut. Niesenbergers Enkel verkaufte den Hof 1609 an Adam Kriebeneck welchen Veit Puetter und Blasius Sichler als Besitzer nachfolgten. Aufgrund von Steuerschulden wurde das Gut 1641 gepfändet und kam an Johann Friedrich Schritt. Als sein Sohn das Anwesen 1688 erbte, existierte der ursprüngliche Edelhof nicht mehr, sondern nur mehr eine Meierschaft mit den dazugehörigen Gülten. Im Jahr 1724 kam das Gut zur Herrschaft Eggenberg. Als Johann Max Edler von Pelikan 1728 den Besitz erwarb, bestand er nur mehr aus Äckern, Wäldern, Weinbergen und Wiesen. Der Hof kam vor 1740 ab.

## Nachweise
- Robert Baravalle: Burgen und Schlösser der Steiermark. Leykam, Graz 1995, ISBN 3-7011-7323-0, S. 31 (Nachdruck von 1961).